# Martin Bursík

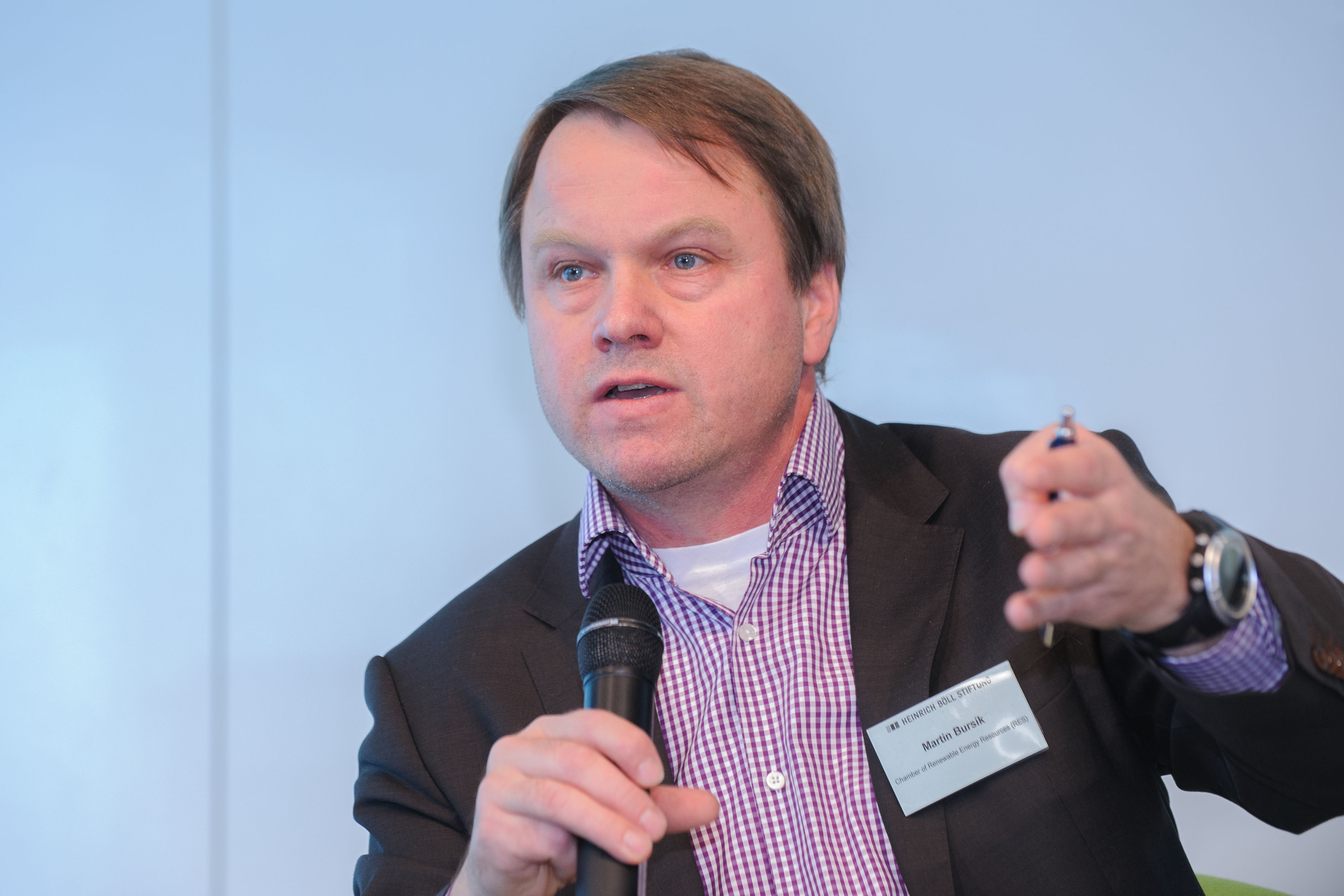
Martin Bursík, 2013

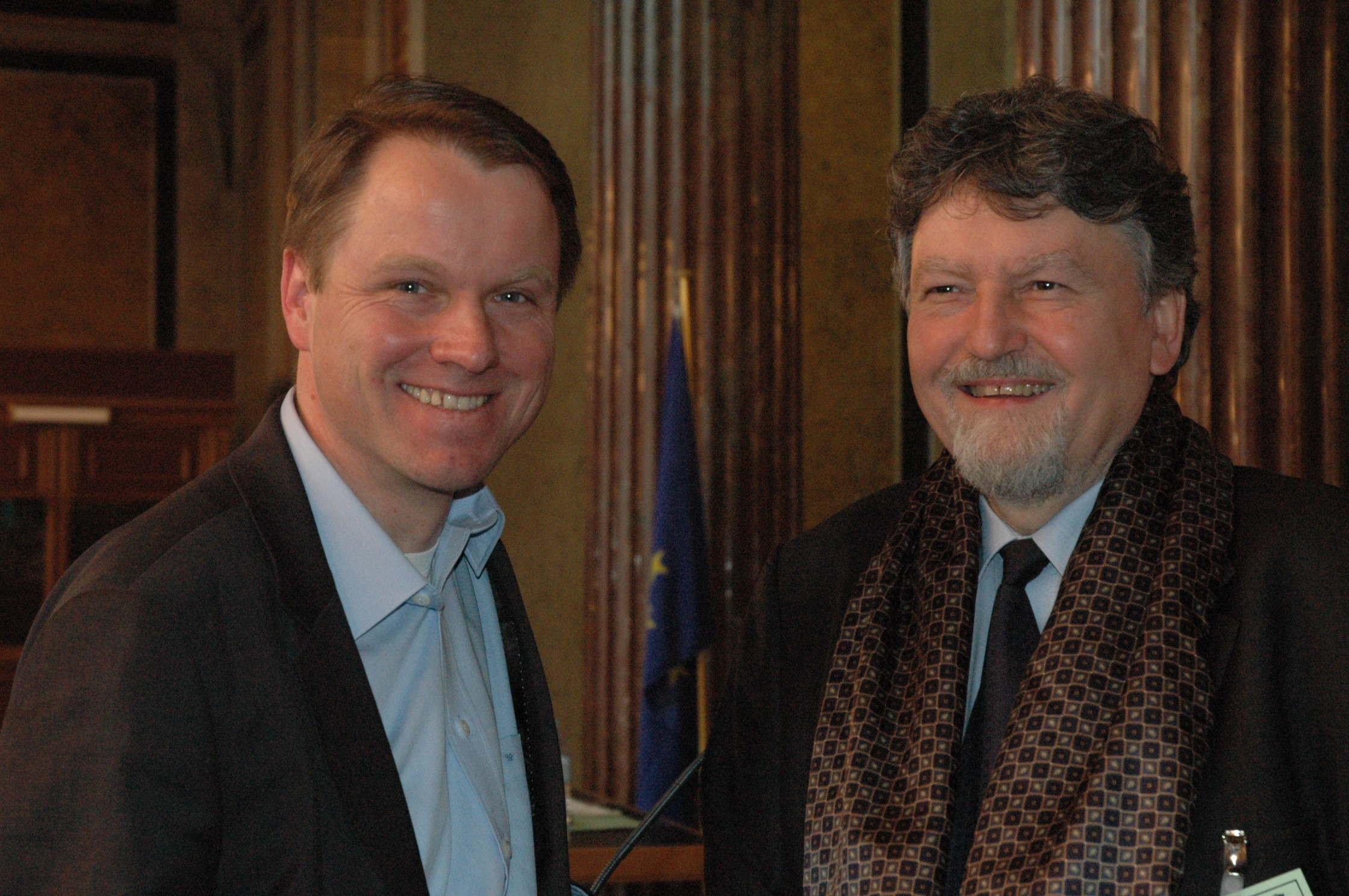
Martin Bursík (links) mit Milan Horáček, 2007

Martin Bursík (* 12. August 1959 in Prag, Tschechoslowakei) ist ein tschechischer Politiker. Er war von 2005 bis 2009 Vorsitzender der Grünen Partei (Strana zelených) sowie von Januar 2007 bis Mai 2009 Umwelt- und im November/Dezember 2007 kommissarischer Bildungsminister.

## Leben
In den 1970er Jahren studierte Bursík Umweltingenieurwissenschaften an der Naturwissenschaftlichen Fakultät der Karls-Universität Prag. Im Juni 1989 schloss er sich der Dissidentenbewegung an und unterzeichnete die Erklärung der Bewegung Hnutí za občanskou svobodu. Während der samtenen Revolution im November des gleichen Jahres war er einer der Gründer des Bürgerforums und später der Bewegung Občanské hnutí.
Er war 1998 für 2 Monate Umweltminister im Kabinett von Josef Tošovský. Dann kandidierte er erfolglos für den Oberbürgermeister von Prag und schloss sich der KDU-ČSL an. Diese Partei verließ er 2003. Im Juni 2004 wurde er Mitglied der Grünen und wurde zum Parteivorsitzenden gewählt. Nach der Parlamentswahl 2006 wurde er Mitglied der Abgeordnetenkammer des tschechischen Parlaments und am 9. Januar 2007 in das zweite Kabinett von Mirek Topolánek berufen.
Nachdem die Grüne Partei bei den Europawahlen im Juni 2009 nur 2,1 % erreicht hatte, trat er am 8. Juni 2009 vom Amt des Vorsitzenden zurück und kündigte an, auch nicht bei den Parlamentswahlen im Herbst 2009 kandidieren zu wollen. Sein Nachfolger als Vorsitzender wurde Ondřej Liška.
Im August 2013 gründete er die grün-liberale Partei Liberálně ekologická strana (LES).
Zur Senatswahl in Tschechien 2014 kandidierte er in Prag 1 auf der Liste der Partei TOP 09 und landete auf dem dritten Platz.
Im Juli 2019 ernannte der Prager Magistrat ihn zum Sonderbeauftragten für nachhaltige Energiepolitik und Klima.